# Joachim Dzieciol
Joachim Dzieciol (* 25. November 1952 in Gütersloh; † 13. März 2024 ebenda) war ein deutscher Fußballspieler.

## Werdegang
Der Stürmer Joachim Dzieciol stieg im Jahre 1976 mit dem SC Herford in die 2. Bundesliga Nord auf. Dort debütierte er am 14. August 1976 beim 3:1-Sieg der Herforder gegen die SG Wattenscheid 09. Ein Jahr später stand Dzieciol vor einem Wechsel zum Bundesligisten Eintracht Braunschweig. Nach einem Probetraining wollte der damalige Eintracht-Trainer Branko Zebec ihn unbedingt verpflichten. Eine Verletzung ließ den Transfer platzen. Nach dem Abstieg der Herforder im Jahre 1978 wechselte Dzieciol zur SG Union Solingen, mit der er sich 1981 für die eingleisige 2. Bundesliga qualifizierte. Rückblickend bezeichnete Dzieciol es als „seinen größten Fehler“, nach Solingen zu wechseln. Dzieciol war zunächst Stammspieler, wurde dann aber vom Trainer Horst Franz aus „erzieherischen Gründen“ auf die Bank gesetzt. Ein Jahr später wechselte Dzieciol zum Verein South China AA aus Hongkong. In einem Spiel gelangen ihm nach einem zwischenzeitlichen 0:4-Rückstand vier Tore, ehe Dzieciol die Vorlage zum Siegtreffer gelang. Insgesamt absolvierte Dzieciol 157 Zweitligaspiele und erzielte zwölf Tore. Davon entfielen 61 Spiele und acht Tore auf den SC Herford und 96 Spiele und vier Tore auf die SG Union Solingen. Mitte der 1980er Jahre kehrte Dzieciol in seine Heimatstadt Gütersloh zurück und schloss sich dem Bezirksligisten SV Avenwedde an. Als diesem im Jahre 1986 der Aufstieg in die Landesliga begann, beendete er seine Karriere.
Joachim Dzieciol war gelernter Industriekaufmann. Im Jahre 2019 musste ihm wegen Durchblutungsstörungen der linke Unterschenkel amputiert werden. Wegen seiner Schnelligkeit wurde Joachim Dzieciol auch „Gazelle“ genannt. Er lief die 100 Meter in elf Sekunden. Kurioserweise lebte Dzieciol in Gütersloh im Gazellenweg. Er starb an 13. März 2024 im Alter von 71 Jahren.